# Chevrolet

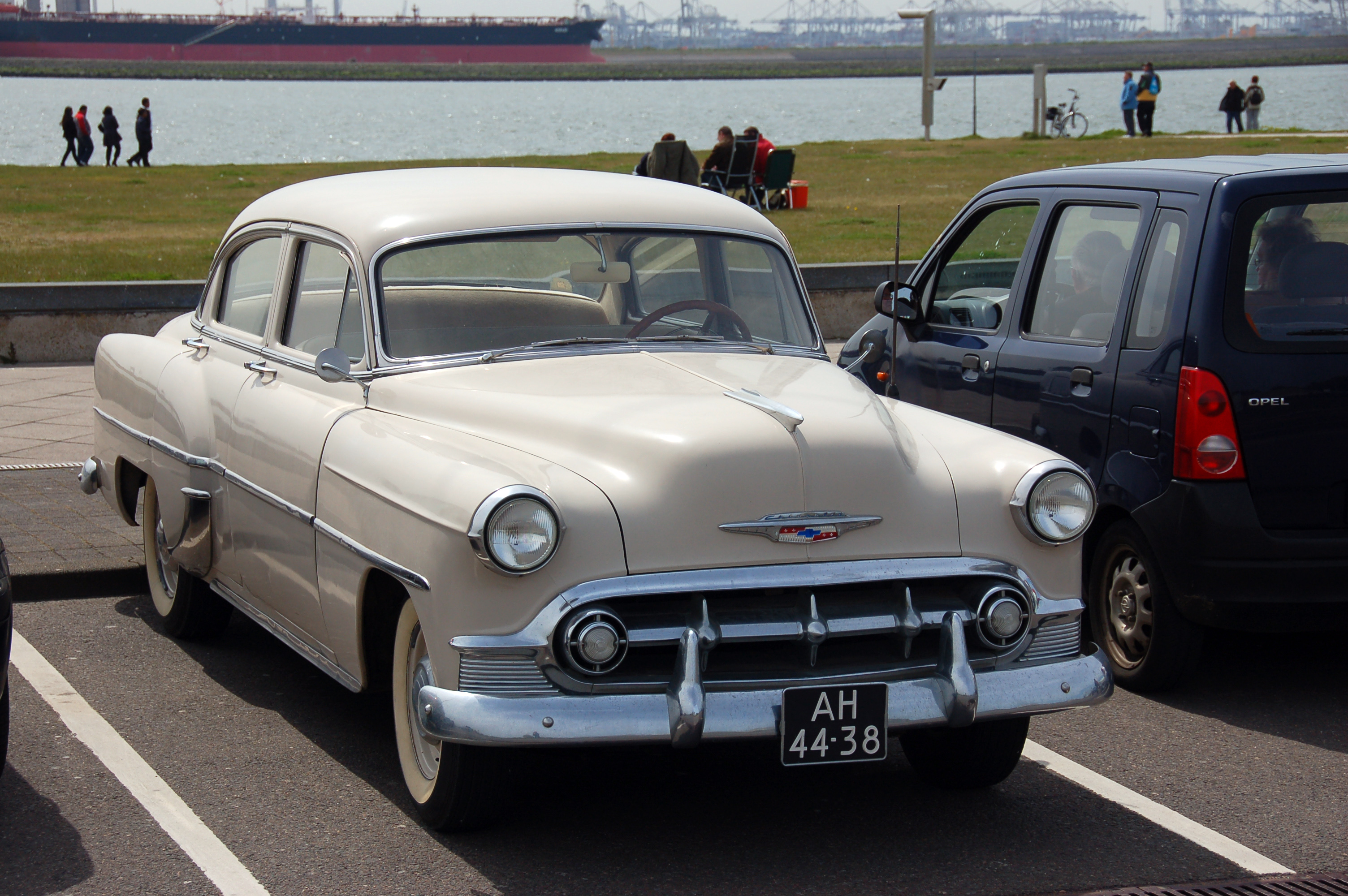
Chevrolet Bel Air

Chevrolet cunoscut colocvial drept Chevy și formal Chevrolet Division of General Motors Company este o marcă de automobile produse de concernul GM. Este marca cea mai vândută și mai cunoscută din concern.
În gama Chevrolet se găsesc peste 20 de modele, fiecare remodelat în fiecare eră a automobilelor. Chevrolet produce de la mașini mici până la camioane comerciale, cel mai cunoscut camion fiind Chevrolet Silverado, al doilea în topul vânzărilor de camionete, primul fiind Ford F-Series. Chevrolet Impala este mașina numărul unu în vânzări în SUA.

## Istorie
Chevrolet a fost fondat de Louis Chevrolet și William C. Durant. Louis Chevrolet a fost șofer de curse și William Durant(fondator al General Motors) a fost dat afară din concernul General Motors în 1910, împreună au hotărât să refacă reputația lui Durant în industria automobilelor. De-a lungul timpului compania s-a extins iar în 1916(anul în care Durant a devenit președintele General Motors) Chevrolet a fuzionat cu GM. Astfel Chevrolet a avut un impact imens în industria automobilelor în SUA în perioada anilor '50 și '60. În 1963, una din zece mașini vândute în SUA era un Chevrolet.
Chevrolet și-a făcut intrarea în Europa după aproape un secol de stat la pândă. Fabrica Daewoo din Coreea de Sud a fost rampa de lansare și au utilizat pentru o scurtă perioadă modelele Daewoo sub sigla Chevrolet până la lansarea noilor sale modele. Din păcate această decizie de a mai produce Daewoo sub sigla Chevrolet nu i-a ajutat foarte mult, având în vedere că aceste modele erau accesibile financiar însă erau depășite ca și motorizări -motoare pe benzină și gurmande- și foarte slab echipate la nivelul de siguranță. Kalosul/Aveo a obținut doar o stea și jumătate la testele NCap.
În decursul a 5 ani, din 2009 până în 2013, Chevrolet a scos în Europa nu mai puțin de 10 noi modele, toate cotate cu 5 stele la testele de siguranță NCap: Cruze( sedan, hatchback și caravan), Spark, Aveo (hatchback și sedan), Orlando, Trax, Captiva și Malibu. Din păcate toate aceste noi modele au apărut într-un moment total nefavorabil, a unei piețe lovite după criza financiară din 2009.După numai 9 ani de la intrarea pe piața din Europa, la data de 5 decembrie 2013 General Motors a decis ca Chevrolet să părăsească această piață auto din cauza rezultatelor slabe și a posibilului canibalism în viitor între cele 2 mărci ale sale: Opel și Chevrolet, luând decizia șocantă de a lăsa doar marca Opel în Europa.

### Ceasuri Chevrolet
În 2007, Chevrolet a lansat propria gamă de ceasuri numită Louis Chevrolet, în onoarea fondatorului. Pe spatele ceasurilor se găsește imprimat numărul 9, numărul de cursă al lui Louis.

## Chevrolet în afara Statelor Unite ale Americii
Chevrolet s-a extins și în afara SUA, producând modele similare celor americane sau similare modelelor altor mașini din concernul General Motors. Chevrolet produce mașini în Argentina, Brazilia, Chile, Ecuador, Venezuela, Mexic, Elveția, Pakistan, India, Tailanda, Japonia, Coreea de Sud, Africa de Sud, Rusia, Noua Zeelandă, Australia, Canada și China.

## Modele produse actual în SUA
| Mașini    | Aveo     | Cobalt    | Malibu      | Impala | Corvette | Camaro   |
| Camioane  | Colorado | Silverado | Avalanche   | Kodiak |          |          |
| SUV-uri   | HHR      | Equinox   | TrailBlazer | Tahoe  | Suburban | Traverse |
| Camionete | Uplander | Express   |             |        |          |          |

## Modele produse actual în Europa
| Mașini  | Matiz Spark  | Kalos/Aveo    | Lacetti | Nubira/Lacetti | Aveo | Epica | Lanos | Cruze - 2009 | New Spark -2010 | New Aveo -2011 | Malibu -2012 |
| SUV-uri | Captiva      | Trax-2013     |         |                |      |       |       |              |                 |                |              |
| MPV-uri | Tacuma/Rezzo | Orlando -2011 | HHR     |                |      |       |       |              |                 |                |              |

General Motors va renunța la ramura europeană a mărcii Chevrolet la sfârșitul anului 2015 . Pe site-ul Chevrolet Romania este specificat faptul ca nu se mai produc masini noi.